# Pablo Garrido (Leichtathlet)
Pablo Garrido (* 22. Juni 1938 in Mexiko-Stadt) ist ein ehemaliger mexikanischer Leichtathlet. Während der Eröffnungsfeier der Olympischen Sommerspiele 1968, die in seiner Heimatstadt stattfanden, sprach er den olympischen Eid stellvertretend für alle Athleten. Während der Wettbewerbe startete er im Marathon. Mit einer Zeit von 2:35:47,8 Stunden erreichte Garrido als 26. das Ziel.